# Френк Сінатра
Фре́нсіс А́льберт Сіна́тра (англ. Francis Albert Sinatra; 12 грудня 1915, Гобокен, Нью-Джерсі — 14 травня 1998, Лос-Анджелес) — американський актор і співак. Славився романтичним стилем виконання пісень, «наспівним» (crooning) голосом, а також ефектною зовнішністю.
Змолоду мав прізвиська Френкі (Frankie) і Голос («the Voice»), пізніше — Містер «Блакитні Очі» (Ol' Blue Eyes), та Старійшина («Chairman of the Board»).
Розпочавши кар'єру в епоху свінґу, він досяг успіху в середині 1940-х рр., ставши кумиром тінейджерок (т. зв. англ. «bobby soxers"), записувався на студії «Columbia Records». Наприкінці 1940-х рр. зазнав глибокої творчої кризи і на початку 1950-х рр. сконцентрувався на акторській діяльності. Вже у 1954 році він здобув премію «Оскар» як найкращий актор другого плану у фільмі «From Here to Eternity», а починаючи з 1955 року повернувся і до музичної діяльності, зайнявшись випуском нових сольних альбомів (лейбл — Capitol Records), які викликали схвальні відгуки критиків. 1958 року він заснував власний лейбл — Reprise Records, на якому випустив альбоми Ring-A-Ding-Ding, Sinatra at the Sands та Francis Albert Sinatra & Antônio Carlos Jobim тощо.
Пісні у виконанні Сінатри ввійшли в класику естради, за 50 років активної творчої діяльності записав близько 100 популярних синглів, виконав усі найвідоміші пісні визначних композиторів США — Джорджа Гершвіна, Кола Портера й Ірвінга Берліна.
У 1971 році Сінатра оголосив, що йде на пенсію, однак продовжував давати концерти. Серед пізніх його робіт виділяється хіт New York, New York, записаний у 1980 році. Останній виступ Френка Сінатри пройшов у 1994 році, коли співаку було 79 років.

## Ранні роки
Френсіс Альберт Сінатра народився 12 грудня 1915 року в Гобокені, Нью Джерсі. Він був єдиною дитиною італійських іммігрантів Наталіни Ґаравенти та Антоніо Мартіно Сінатри, та був вихований у римокатолицькій традиції. У книзі «Спробуй зупинити мене», американський видавець та письменник Бернетт Керф зазначає, що батько Сінатри був боксером. Його мати, знана як Доллі, була впливовою в окрузі та місцевих демократичних колах, а також мала нелегальний абортний бізнес. Під час Великої депресії саме Доллі забезпечувала сина грошима для його гулянок з друзями та дорогого одягу.
Сінатра не закінчив старшу школу, він відвідав лише 47 уроків перед тим, як його виключили за хуліганську поведінку. 1938 року Френка було заарештовано за адюльтер та звабу, що на той час вважалось кримінальним злочином. На життя він заробляв працюючи кур'єром, а потім клепальником на верфі, проте музика була його основним захопленням. Він почав співати за чайові, коли йому було 8, стоячи на барній стійці місцевого нічного клубу в Гобокені. Сінатра почав професійно співати уже підлітком, хоча навчився музиці на слух та ніколи не знав нот.

## Особисте життя

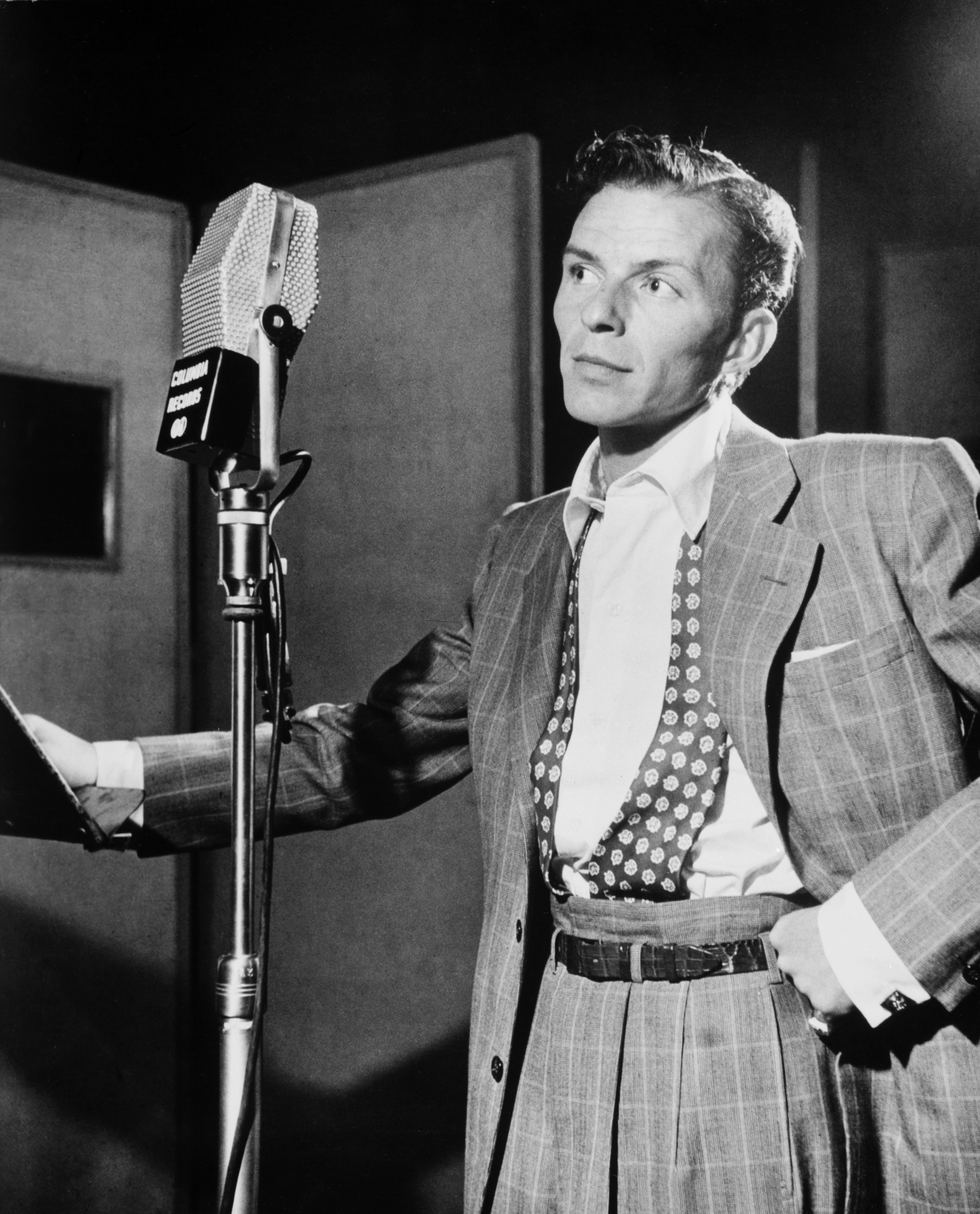
Френк Сінатра, 1947

Френк Сінатра мав трьох дітей — Ненсі, Френка і Тіну від першої дружини Ненсі Барбато (Nancy Barbato). Пізніше він був одружений ще тричі — з актрисами Евою Ґарднер, Мією Ферроу та Барбарою Маркс, з якою прожив до смерті. У статті «Vanity Fair» 2013 року, Мія Ферроу заявила, що Сінатра, можливо, є батьком її сина, Ронана Ферроу. Проте жодних ДНК-тестів не було проведено.
Упродовж свого життя Сінатра мав перепади настрою: від спокою до глибокої депресії. Будь-яким способом уникаючи самотності чи «неяскравого» оточення, він боровся з суперечливим бажанням «втекти звідти, але не занадто далеко». У 1950-х він прокоментував це так: «Будучи 18-каратним маніакально депресивним чоловіком, та проживши життя, повне жорстоких моральних суперечностей, у мені є стільки ж суму, скільки й радості». У спогадах «Дочка мого батька» (My Father's Daughter), його дочка Тіна написала ремарку: «Зважаючи на те, наскільки легковажним батько міг бути щодо його психічного стану, я вірю, що щоденна доза „Золофту“ могла втримати його демонів якнайдалі. Але ці ліки застарілі».
В інтерв'ю для Плейбою 1963 року Сінатра описав свої релігійні погляди, зазначаючи: «Я думаю, що я можу взагальнити свої релігійні почуття у кількох абзацах. По-перше, я вірю в тебе й у себе. Я, як Альберт Швейцер, і Бертран Рассел, і Альберт Ейнштейн, і я маю самоповагу — в будь-якій формі. Я вірю у природу, в пташок, у море, у небо, у все, що можна побачити, реальний доказ чого існує. Якщо ви вкладаєте у ці поняття Бога, тоді я вірю в Бога. Але я не вірю в особистого Бога, від якого залежить мій комфорт, або наступний поворот долі».
Хоча Сінатра мав глибоку віру, яка стала публічною, коли він звернувся до католицької церкви за зціленням після смерті його матері у авіакатастрофі, він помер католиком та мав католицький похорон.

## Смерть
Сінатра помер 14 травня 1998 року в 82-річному віці після серцевого нападу. Він мав проблеми зі здоров'ям упродовж останніх років його життя й багато разів був госпіталізований через серцеві та легеневі захворювання, високий тиск, пневмонію та рак сечового міхура, а також він страждав деменцією. Після серцевого нападу в 1997 році він не з'являвся на публіці. Сінатра помер у медичному центрі Cedars-Sinai, його дружина була поруч. Вона заохочувала його боротись, в той час, коли були зроблені спроби стабілізувати його, і його останніми словами були «Я програю». Наступної ночі після смерті Сінатри, освітлення Empire State Building було погашено. Також відразу ж після його смерті, освітлення Лас-Вегас-Стріп були згашені на його честь.
Похорон Сінатри відбувся у римо-католицькій церкві у Беверлі-Гіллз, Каліфорнія, 20 травня 1998 року з 400 присутніми та тисячами фанів зовні. Сінатру поховали з поминаннями від членів родини поряд із його батьками. На його надгробку написано «The Best Is Yet to Come» (Найкраще попереду) та «Beloved Husband & Father» (Коханий чоловік та батько).

## Цікаві факти
- 1984 року вийшов другий альбом «Survival Of The Fattest» групи «!Action Pact!», трек «Johnny Fontaine»[6] з якого був сатиричним випадом на адресу мафії взагалі й Френка Сінатри зокрема.
- На честь співака названо астероїд 7934 Сінатра[7]

## Мультимедіа
«Strangers in the Night»ⓘ

## Фільмографія
| Рік  |   | Українська назва               | Оригінальна назва               | Роль                     |
| ---- | - | ------------------------------ | ------------------------------- | ------------------------ |
| 1944 | ф | Вище і вище                    | Higher and Higher               | у ролі самого себе       |
| 1944 | ф |                                | Step Lively                     | Ґлен Рассел              |
| 1945 | ф | Підняти якорі                  | Anchors Aweigh                  | Кларенс «Бруклін» Дулітл |
| 1945 | ф | Дім, у якому я живу            | The House I Live In             | у ролі самого себе       |
| 1946 | ф | Поки пливуть хмари             | Till the Clouds Roll By         | у ролі самого себе       |
| 1947 | ф | Це сталося у Брукліні          | It Happened in Brooklyn         | Денні Вебсон Міллер      |
| 1948 | ф |                                | The Kissing Bandit              | Рікардо                  |
| 1948 | ф | Диво дзвонів                   | The Miracle of the Bells        | Отець Пол                |
| 1949 | ф | Візьми мене на бейсбол         | Take Me Out to the Ball Game    | Денніс Раян              |
| 1949 | ф | Звільнення у місто             | On the Town                     | Чіп                      |
| 1951 | ф | Подвійний динаміт              | Double Dynamite                 | Джонні Далтон            |
| 1952 | ф | Зустрічайте Денні Вілсона      | Meet Danny Wilson               | Денні Вілсон             |
| 1953 | ф | Звідси ‒ у вічність            | From Here to Eternity           | рядовий Анджело Маджо    |
| 1954 | ф | Юні серцем                     | Young at Heart                  | Барні Слоан              |
| 1954 | ф | Раптово                        | Suddenly                        | John Baron               |
| 1955 | ф | Людина із золотою рукою        | The Man With The Golden Arm     | Френкі Макіне            |
| 1955 | ф | Хлопці і лялечки               | Guys and Dolls                  | Nathan Detroit           |
| 1955 | ф | Не як чужий                    | Not as a Stranger               | Альфред Бун              |
| 1955 | ф | Веселка Фініана                | Finian's Rainbow                |                          |
| 1956 | ф | Вище товариство                | High Society                    | Майк Конор               |
| 1956 | ф | Джонні Кончо                   | Johnny Concho                   | Джонні Кончо             |
| 1956 | ф | Навколо світу за 80 днів       | Around the World in Eighty Days | піаніст у салоні         |
| 1956 | ф | Зустрінь мене у Лас-Вегасі     | Meet Me in Las Vegas            | у ролі самого себе       |
| 1957 | ф | Гордість і пристрасть          | The Pride and the Passion       | Мігель                   |
| 1957 | ф | Приятель Джої                  | Pal Joey                        | Джої Еванс               |
| 1957 | ф | Джокер                         | The Joker Is Wild               | Джо Льюїс                |
| 1957 | ф | Гордість та пристрасть         | The Pride and the Passion       | Мігель                   |
| 1959 | ф | Так мало ніколи                | Never So Few                    | Том Рейнольдс, капітан   |
| 1962 | ф | Маньчжурський кандидат         | The Manchurian Candidate        | майор Беннетт Марко      |
| 1966 | ф | Оскар                          | The Oscar                       | камео                    |
| 1967 | ф | Оголений утікач                | The Naked Runner                | Сем Лейкер               |
| 1984 | ф | Перегони «Гарматне ядро» 2     | The Cannonball Run 2            | Френк Синатра            |
| 1988 | ф | Хто підставив кролика Роджера? | Who Framed Roger Rabbit         | камео, тільки голос      |

## Дискографія
(альбоми, концертні записи і збірники, що вийшли на студіях звукозапису, з якими Френк Сінатра співпрацював)
| - 1946 — The Voice Of Frank Sinatra - 1948 — Christmas Songs By Sinatra - 1949 — Frankly Sentimental - 1950 — Songs By Sinatra - 1951 — Swing And Dance With Frank Sinatra - 1954 — Songs For Young Lovers - 1954 — Swing Easy! - 1955 — In The Wee Small Hours - 1956 — Songs for Swingin' Lovers! - 1956 — This Is Sinatra! - 1957 — A Jolly Christmas From Frank Sinatra - 1957 — A Swingin' Affair! - 1957 — Close To You And More - 1957 — Where Are You - 1958 — Come Fly With Me - 1958 — Sings For Only The Lonely (Only The Lonely) - 1958 — This Is Sinatra Volume 2 - 1959 — Come Dance With Me! - 1959 — Look To Your Heart - 1959 — No One Cares - 1960 — Nice 'N' Easy - 1961 — All The Way - 1961 — Come Swing With Me! - 1961 — I Remember Tommy - 1961 — Ring-A-Ding-Ding! - 1961 — Sinatra Swings (Swing Along With Me) - 1961 — Sinatra's Swingin' Session!!! And More - 1962 — All Alone - 1962 — Point Of No Return - 1962 — Sinatra And Strings - 1962 — Sinatra And Swingin' Brass - 1962 — Sinatra Sings Great Songs From Great Britain - 1962 — Sinatra Sings Of Love And Things - 1962 — Sinatra-Basie An Historic Musical First (feat. Count Basie) - 1963 — Sinatra's Sinatra - 1963 — The Concert Sinatra - 1964 — America I Hear You Singing (feat. Bing Crosby & Fred Waring) - 1964 — Days Of Wine And Roses Moon River And Other Academy Award Winners - 1964 — It Might As Well Be Swing (feat. Count Basie) - 1964 — Softly As I Leave You | - 1965 — A Man And His Music - 1965 — My Kind Of Broadway - 1965 — September Of My Years - 1965 — Sinatra '65 The Singer Today - 1966 — Moonlight Sinatra - 1966 — Sinatra At The Sands (feat. Count Basie) - 1966 — Strangers In The Night - 1966 — That's Life - 1967 — Francis Albert Sinatra & Antônio Carlos Jobim (feat. Antonio Carlos Jobim) - 1967 — The World We Knew - 1968 — Cycles - 1968 — Francis A & Edward K (feat. Duke Ellington) - 1968 — The Sinatra Family Wish You A Merry Christmas - 1969 — A Man Alone The Words And Music Of McKuen - 1969 — My Way - 1970 — Watertown - 1971 — Sinatra & Company (feat. Antonio Carlos Jobim) - 1973 — Ol' Blue Eyes Is Back - 1974 — Some Nice Things I've Missed - 1974 — The Main Event Live - 1980 — Trilogy Past Present Future - 1981 — She Shot Me Down - 1984 — LA Is My Lady - 1993 — Duets - 1994 — Duets II - 1994 — Sinatra & Sextet Live In Paris - 1994 — The Song Is You - 1995 — Sinatra 80th Live In Concert - 1997 — With The Red Norvo Quintet Live In Australia 1959 - 1999 — '57 In Concert - 2002 — Classic Duets - 2003 — Duets With The Dames - 2003 — The Real Complete Columbia Years V-Discs - 2005 — Live From Las Vegas - 2006 — Sinatra Vegas - 2008 — Nothing But the Best - 2011 — Sinatra: Best of the Best |